# ویتاکر (ویرجینیا)
ویتاکر (به انگلیسی: Whitacre) یک منطقهٔ مسکونی در ایالات متحده آمریکا است که در شهرستان فردریک، ویرجینیا واقع شده‌است.